# Pájaros, Huérfanos Y Tontos (película de 1969)
Pájaros, Huérfanos Y Tontos' (eslovaco: Vtáčkovia, Siroty A Blázni) es una película de comedia dramática surrealista del realismo mágico de la nueva ola checoslovaca de 1969 dirigida por Juraj Jakubisko. La película trata sobre tres personas que quedan huérfanas por la violencia política .
Ambientada en un tiempo y lugar no especificados, la película es una parábola sobre tres personas que enfrentan un mundo duro y violento y sobreviven adoptando una filosofía de vida infantil y viven una vida de negación tonta y alegre.
La película se estrenó en 1969 y se proyectó ese año en un festival de cine internacional en Sorrento, Italia. Sin embargo, poco después la película fue prohibida por las autoridades comunistas hasta el fin del régimen en 1989 .

## Trama
Los personajes principales, Yorick, Martha y Ondrej, viven en un mundo sombrío, violento y cínico. Todos ellos han quedado huérfanos durante una guerra. Para sobrevivir, adoptan una filosofía infantil en la que viven con amor y alegría, y parecen ser inmunes a la desesperación. "La vida es bella", gritan los personajes principales.
El trío vive con pájaros en una iglesia surrealista bombardeada en el centro de una ciudad. Al principio parece que todos disfrutan de su juego alegre. La tontería es una droga. O, como dice Yorick, "sólo un tonto puede ser un hombre libre".
La lucha clave es la relación de los dos hombres con Martha. Yorick desarrolla rápidamente una relación con Martha. A Ondrej, virgen, le resulta más difícil acercarse a Martha, a pesar de las insistencias de Yorick. En un movimiento extraño, Yorick es arrestado y enviado a prisión por un año durante el cual se desarrolla la relación entre Martha y Ondrej.
Cada uno de los personajes de la película pasa por un largo desarrollo interno. La más evidente es la de Yorick, que tras regresar de prisión, "perdió el valor de volverse loco". Ondrej parece encontrar pasión en su amor por Martha.
Los celos por la relación de Ondrej y Martha incitan a Yorick a asesinar a Martha y a su bebé por nacer y luego a suicidarse. Se desconoce la suerte corrida por Ondrej.